# Edwina Mountbatten, Countess Mountbatten of Burma

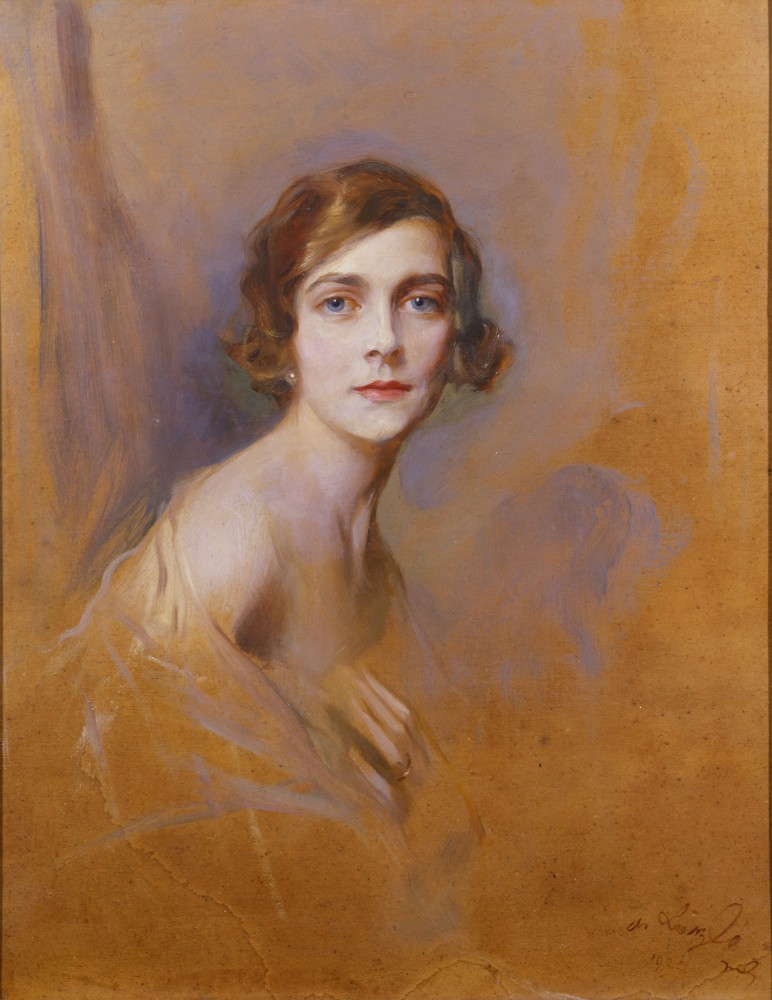
Edwina Mountbatten, Porträt von Philip Alexius de László (1924)

Edwina Cynthia Annette Mountbatten, Countess Mountbatten of Burma CI, GBE, DCVO, GCStJ (geborene Ashley, * 28. November 1901 in Broadlands bei Romsey; † 21. Februar 1960 in Jesselton, British North Borneo) war eine britische Adelige und Ehefrau von Louis Mountbatten, 1. Earl Mountbatten of Burma, dem letzten Vizekönig von Indien.

## Leben
Edwina wurde als älteste Tochter von Wilfrid William Ashley (1867–1939), ab 1932 1. Baron Mount Temple, und dessen Ehefrau Amalia Mary Maud Cassel, Tochter des Bankiers Sir Ernest Cassel und dessen erster Gattin Annette Maxwell, geboren.

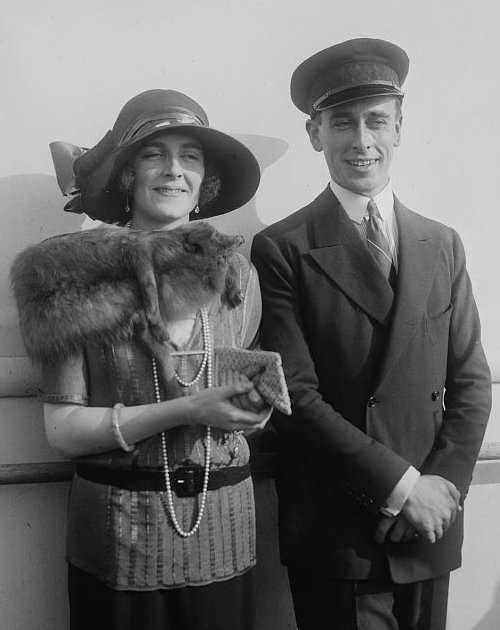
Edwina und Louis Mountbatten

Am 18. Juli 1922 heiratete Edwina in London Lord Louis Mountbatten (1900–1979), später 1. Earl Mountbatten of Burma. Dieser war das jüngste Kind des Prinzen Ludwig Alexander von Battenberg, 1. Marquess of Milford Haven (1854–1921) und dessen Ehefrau Prinzessin Viktoria von Hessen-Darmstadt (1863–1950). Seit ihr Ehemann 1947 zum Earl Mountbatten of Burma erhoben worden war, führte sie den Höflichkeitstitel Countess Mountbatten of Burma. Aus der gemeinsamen Ehe gingen zwei Töchter hervor:
- Patricia Edwina Victoria, 2. Countess Mountbatten of Burma (1924–2017), ⚭ 1946 John Knatchbull, 7. Baron Brabourne;
- Lady Pamela Carmen Louise (* 1929) ⚭ 1960 David Nightingale Hicks.

Die Eheleute führten insbesondere in den 1930er Jahren eine offene Beziehung. Beide hatten Beziehungen zu Personen beiderlei Geschlechts. Bekannt ist die Affäre von Lady Mountbatten mit dem ersten indischen Ministerpräsidenten Jawaharlal Nehru (1889–1964), Vater der späteren indischen Premierministerin Indira Gandhi, während ihres Aufenthalts in Indien und dem Sänger und Pianisten Leslie Hutchinson.
Sie starb überraschend 58-jährig auf einer Reise nach Nordborneo, bei der sie für eine Hilfsorganisation Gesundheitseinrichtungen inspizieren sollte. Sie wurde auf eigenen Wunsch im Ärmelkanal auf See bestattet.